# Avicennita
L'avicennita és un mineral de la classe dels òxids. Va ser descoberta l'any 1958, i va rebre aquest nom en honor del metge, filòsof i científic persa Avicena (980-1037).

## Característiques
L'avicennita és la forma mineral de l'òxid de tal·li III, amb fórmula Tl₂O₃, i pot presentar impureses de ferro. És de color negre grisós, opac, de lluentor metàl·lica. És molt densa (8,9 g/cm³) i molt trencadissa. Cristal·litza en el sistema cúbic. A causa de la gran toxicitat del tal·li, l'avicennita ha de ser tractada amb extrema cura; cal rentar-se les mans després de tocar-la, evitant la inhalació de pols després de la seva ruptura o manipulació. Forma cristalls de menys d'1 mm, alguns d'ells amb cares octaèdriques. També pot presentar-se com grans porosos o com a recobriments en carlinita.
Segons la classificació de Nickel-Strunz, l'avicennita pertany a «04.CB: Òxids amb proporció metall:oxigen = 2:3, 3:5, i similars, amb cations de mida mitjana» juntament amb els següents minerals: brizziïta, corindó, ecandrewsita, eskolaïta, geikielita, hematites, ilmenita, karelianita, melanostibita, pirofanita, akimotoïta, auroantimonita, romanita, tistarita, bixbyita, armalcolita, pseudobrookita, mongshanita, zincohögbomita-2N2S, zincohögbomita-2N6S, magnesiohögbomita-6N6S, magnesiohögbomita-2N3S, magnesiohögbomita-2N2S, ferrohögbomita-6N12S, pseudorútil, kleberita, berdesinskiita, oxivanita, olkhonskita, schreyerita, kamiokita, nolanita, rinmanita, iseïta, majindeïta, claudetita, estibioclaudetita, arsenolita, senarmontita, valentinita, bismita, esferobismoïta, sillenita, kyzylkumita i tietaiyangita.

## Formació i jaciments
Apareix com a producte d'oxidació de la carlinita en menes d'or carboníferes en calcàries silicificades i quars. La seva localitat tipus es localitza en el llogaret de Dzhuzumli, a la regió de Samarcanda (Uzbekistan), on apareix associada a limonita i hematites. És un mineral molt escàs, existint jaciments en els estats de Nevada i Utah, als Estats Units.